# Calma glaucoides
Calma glaucoides is een slakkensoort uit de familie van de Calmidae. De wetenschappelijke naam van de soort werd in 1854 voor het eerst geldig gepubliceerd door Alder & Hancock.

## Beschrijving
Deze zeenaaktslak lijkt in twee vormen te bestaan, een met lange cerata en de andere met korte cerata. De cerata zijn gerangschikt in maximaal 12 nette clusters met 4 cerata per cluster. De vorm met korte cerata is bijna kleurloos, met geelbruine spijsverteringsklier en vage romige ringen op de cerata. De vorm met lange cerata daarentegen heeft blauwachtig wit pigment over de ceratale oppervlakken en geelachtige uiteinden van de cerata, orale tentakels en rinoforen. De voet is breed, met goed ontwikkelde propodiale tentakels. Bij volwassen exemplaren zijn de rozetachtige structuren van de ovotestis (geslachtsklieren) duidelijk zichtbaar door de transparante rug. Wordt ongeveer 23 mm lang.